# Bollen (Rådmansö socken, Uppland, 662633-167540)
Bollen är en sjö i Norrtälje kommun i Uppland och ingår i Norrtäljeån-Åkerströms kustområde.